# Taxman (film)
Pour plus de détails, voir Fiche technique et Distribution.
Taxman est un film américain réalisé par Avi Nesher, sorti en 1998.

## Fiche technique
- Titre : Taxman
- Réalisation : Avi Nesher
- Scénario : Avi Nesher et Roger H. Berger
- Musique : Roger Neill
- Pays d'origine : États-Unis
- Genre : action
- Date de sortie : 1998

## Distribution
- Joe Pantoliano : Al Benjamin
- Wade Dominguez : Joseph Romero
- Elizabeth Berkley : Nadia Rubakov
- Michael Chiklis : Andre Rubakov
- Robert Townsend : Peyton Cody
- Casey Siemaszko : Abrasha Topolev
- Fisher Stevens : Kenneth Green
- Mike Starr : Mike Neals